# 小隐园诗稿
《小隐园诗稿》是一部古体诗集。清代壮族诗人何家齐作，用汉文写成。苏定安辑录的手抄本，辑诗250多首，约二万字，今存广西桂林图书馆。
何家齐的诗多反映诗人道途奔波的经历，刻划壮志未酬和隐居乡里的思想情趣，写得情真意挚，颇为感人。如《离家》、《出门》、《过山庄》、《落花》、《心病》、《草阁》，《落叶》、《层楼晚田》，《题旅间壁》，《春秋》、《秋夜感怀》等诗，反映他有志难酬的苦闷心情。《田家》、《田园杂诗二首》、《示穑畴》、《家居》。《闲居》、《春日田间》、《野望》、《小隐园》、《双镜草堂》、《田家四时即景》等多首，描绘了美丽的田园风光，描写了归隐乡里的淡雅生活，表达了怡然自乐的思想感情。他的诗歌创作，题材不够广泛，内容比较狭窄，但有自己独特的感受，诗风清丽，诗味淡远，言浅意深，耐人咀嚼，具有较高价值。